# Косіхікарі

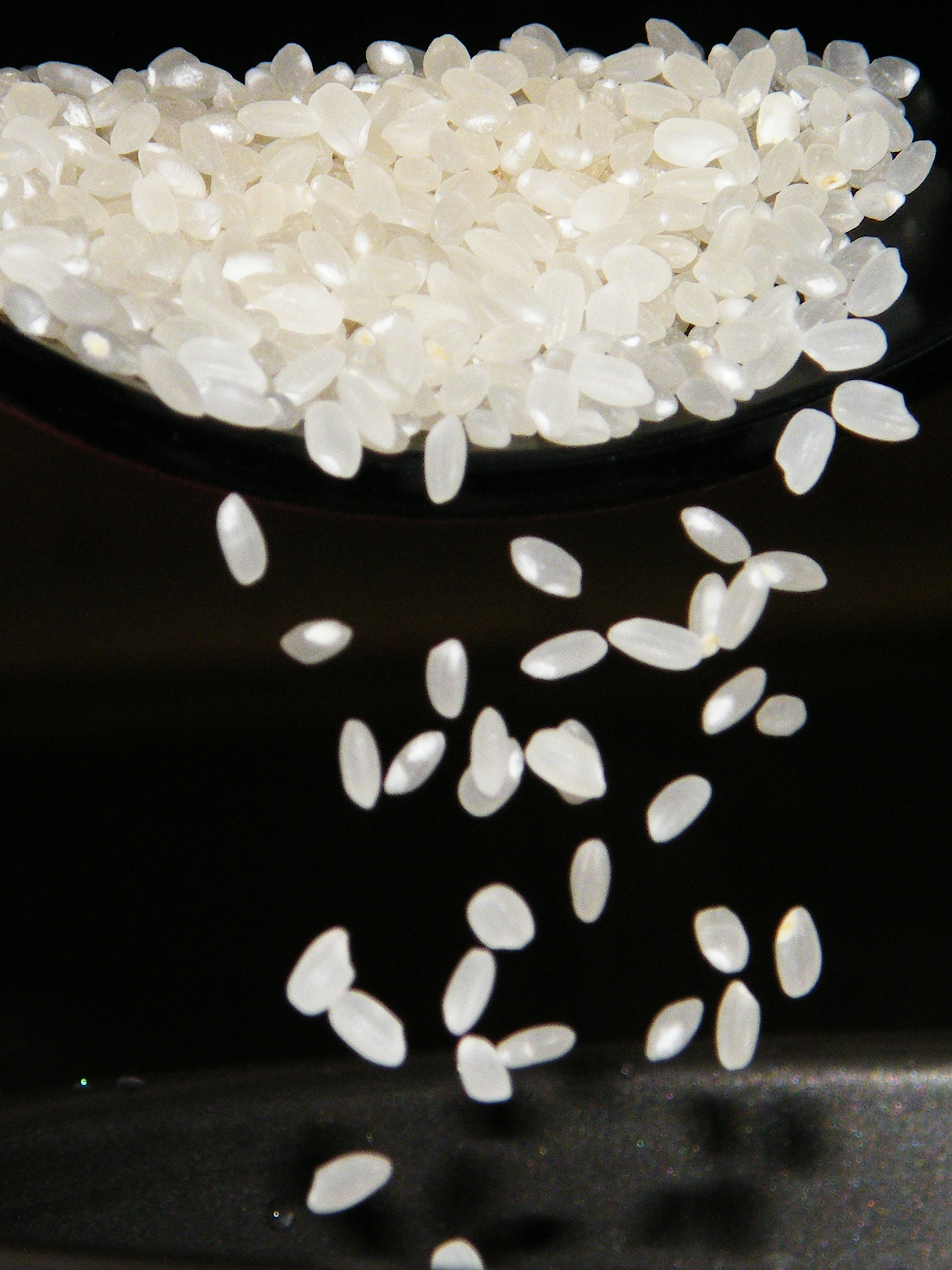
Косіхікарі

Косіхіка́рі (яп. こしひかり, МФА: [koɕi çikaɾʲi]) — різновид японського рису. Виведений 1956 року в префектурі Фукуй. Має високі смакові якості, але вразливий до хвороб. Вирощується в Японії, на території від Кюсю до регіону Тохоку. Найбільший японський виробник — префектура Ніїґата. Станом на 2005 рік частка косіхікарі на японському ринку рису становить 38%. За межами Японії вирощується в Австаралії та США.